# Plan de Ayala (södra Villa Corzo kommun)
Plan de Ayala är en ort i Mexiko.   Den ligger i kommunen Villa Corzo och delstaten Chiapas, i den sydöstra delen av landet, 700 km sydost om huvudstaden Mexico City. Plan de Ayala ligger 865 meter över havet och antalet invånare är 228.
Terrängen runt Plan de Ayala är kuperad åt nordväst, men åt sydost är den bergig. Plan de Ayala ligger nere i en dal. Runt Plan de Ayala är det ganska glesbefolkat, med 28 invånare per kvadratkilometer. Närmaste större samhälle är Ignacio Zaragoza, 5,9 km norr om Plan de Ayala. I omgivningarna runt Plan de Ayala växer i huvudsak städsegrön lövskog.